# Convolvulus tragacanthoides
Convolvulus tragacanthoides är en vindeväxtart som beskrevs av Turczaninow. Convolvulus tragacanthoides ingår i släktet vindor, och familjen vindeväxter. Inga underarter finns listade i Catalogue of Life.